# Пагани (кола)
 Вижте пояснителната страница за други значения на Пагани.
Pagani Automobili SpA е италиански производител на спортни автомобили, базиран в Сан Чезарио сул Панаро – градче до Модена, Италия. Предприятието е основано през 1992 г. от аржентинеца с италианско гражданство Орасио Раул Пагани.

## История
В 1988 Орасио Пагани основава Pagani Composite Research, докато е управлявал отдела за композити на „Ламборгини“. Новата му компания е работила с „Ламборгини“ върху множество проекти, включително „Ламборгини Каунтач“ и „Ламборгини Диабло“.
В края на 80-те години на XX век Пагани започва да работи върху собствена кола на име Progetto C8. Той после кръщава проекта си Fangio F1 на приятеля си, петкратен аржентински шампион във Формула 1. През 1992 г. Пагани започва да строи автомобила си. Той е тестван през 1993 г. и преминава теста. През 1994 г. „Мерцедес-Бенц“ се съгласява да даде V12 двигатели на Пагани.
Колата е наименувана „Зонда C12“ след смъртта на Фанджо в 1995 г.
1. ↑  www.ufficiocamerale.it